# Lombarda (trobairitz)
Lombarda (fl. 1217-1262) è stata una trobairitz francese attiva all'inizio del XIII secolo, di origine tolosana, conosciuta soltanto tramite la sua vida e una breve tenzone.
Sebbene il suo nome sia stato visto come un'implicazione della sua origine lombarda, esso indica piuttosto la provenienza da una famiglia di banchieri o mercanti, poiché il termine "lombardo" veniva usato allora in tutta l'Europa occidentale in quest'accezione. Altri studiosi hanno suggerito, a causa della sua connessione con un signore di Armagnac, che lei fosse della Guascogna.
Lombarda scrisse nello stile trobar clus, una delle poche donne a farlo. La sua sola opera rimasta è legata alla sua vida e a una razó. Secondo quando si legge nella sua vida, era nobile, bella, affascinante e colta, abile nel comporre canzoni riguardanti il fin'amors. L'aggettivo "nobile"  e l'onorifico Na (signora) attaccato al suo nome implica che fosse sposata (probabilmente poco meno che ventenne) al tempo della sua attività poetica.
Già prima del 1217, Bernart Arnaut, il fratello dell'allora conte Geraud V, era venuto a visitare Lombarda facendo amicizia con lei. Dopo l'ultima volta che la vide, lui le spedì una breve poesia alla quale Lombarda scrisse una risposta.